# Maya DiRado
Madeline Jane "Maya" DiRado (Santa Rosa, 5 de abril de 1993) é uma ex-nadadora norte-americana, que se especializou em provas de nado livre, borboleta, costas e medley individual.
Nos Jogos Olímpicos de Verão de 2016, no Rio de Janeiro, conquistou a medalha de ouro no revezamento 4x200 metros livre, a de prata nos 400 metros medley individual, a de bronze nos 200 metros medley individual e a de ouro nos 200 metros costas. Foi medalha de ouro nos 200 metros medley do Campeonato Pan-Pacífico de Natação, além de prata nos 400 metros medley. Após os Jogos do Rio de Janeiro, em 2016, DiRado se aposentou do esporte.